# William Brydon
William Brydon CB (* 10 de octubre de 1811 en Londres - 20 de marzo de 1873), que había estudiado Medicina en la Universidad de Londres y en la de Edimburgo, era cirujano auxiliar en el ejército de la Compañía Británica de las Indias Orientales durante la primera guerra anglo-afgana, y se hizo famoso por ser el único superviviente europeo que logró escapar de la retirada de Kabul (1842).

## La guerra
Tras el colapso del Imperio durrani, Dost Mohamad había conquistado Kabul en 1826. Los británicos trataron de llegar a un acuerdo con él pero las negociaciones fracasaron y procedieron a realizar una expedición a Afganistán en 1839 para reponer en el trono a Sah Sujah, que había sido rey de Afganistán (de 1803 a 1809) y aliado de Gran Bretaña antes de ser derrocado por su hermano. El 7 de agosto el ejército anglo-indio al mando de Sir William Macnaghten entró en Kabul y Dost Mohamad, tras huir a las montañas por un tiempo, cayó prisionero y fue enviado al exilio a la India. Tras su rendición una división volvió a la India.
Los británicos procuraron mantener la calma entre las tribus afganas mediante tributos, sobornos y recompensas. La situación se estabilizó aparentemente, por lo que se procedió a retirar otra brigada y a acuartelar a las tropas restantes en cuarteles convencionales en lugar de hacerlo -como hasta entonces- en Balla Hissar, un palacio fortificado situado en las afueras de Kabul. Las familias de los militares marcharon a Kabul a vivir con ellos y se mantenía un estilo de vida de guarnición, imitando el de las tropas británicas en la India, y eso a pesar de que pronto se vio que Afganistán no iba a ser fácil de dominar.
No tardaron mucho en estallar sublevaciones en Baluchistán, y las columnas británicas eran hostigadas constantemente cada vez que intentaban franquear el paso de Jaiber. Sah Sujah era incapaz de mantener su control más allá de las ciudades principales y, aun así, se reclamó el regreso de otra brigada a la India en octubre de 1841. Dicha fuerza tuvo que abrirse paso combatiendo hasta Gandamak, donde su comandante, el brigadier Sale, recibió un mensaje urgiéndole a regresar a Kabul. Sale desobedeció las órdenes y continuó camino hasta Jalalabad.

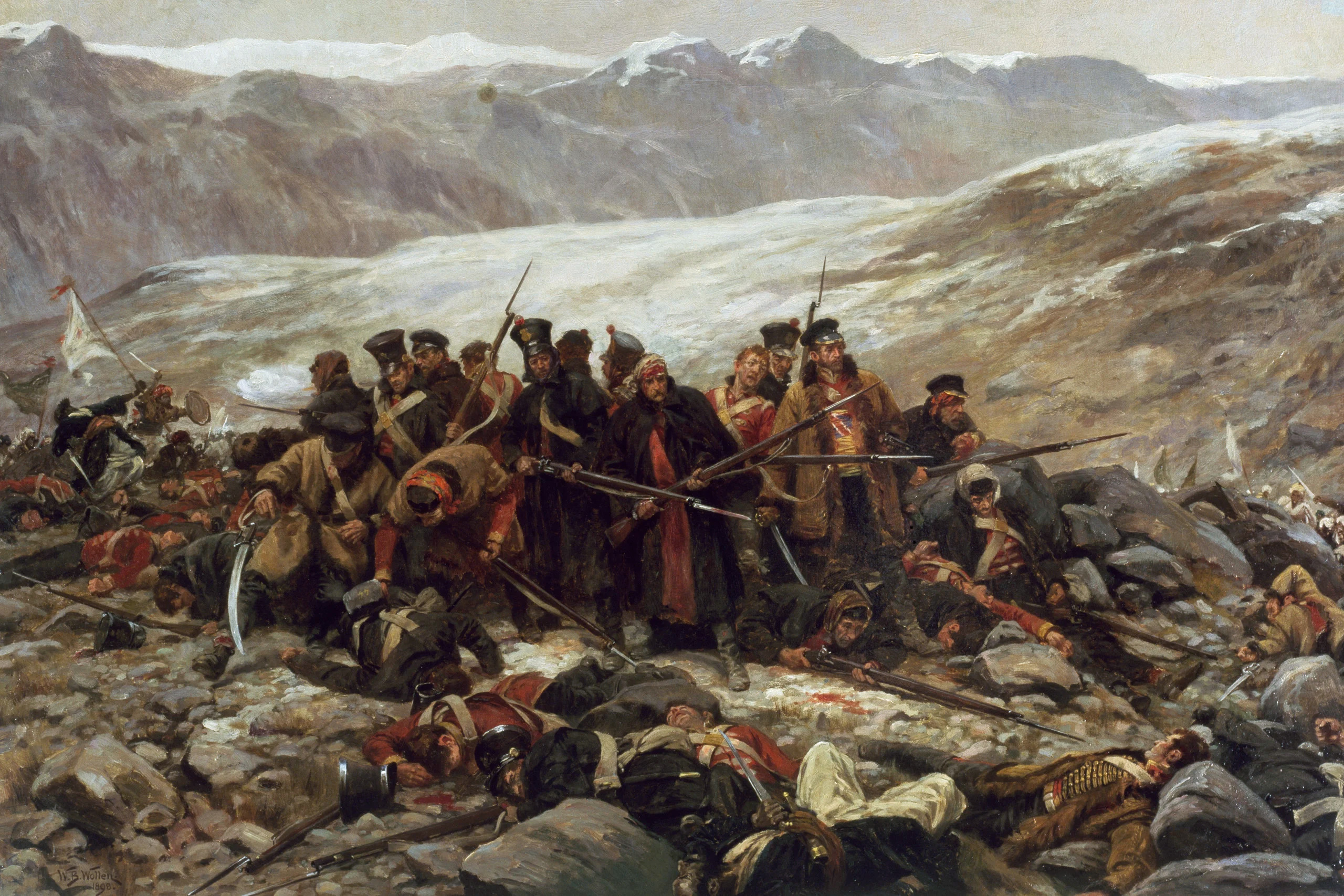
La última batalla de Gandamak, de William Barnes Wollen (1898)

Tras el asesinato de dos representantes británicos en Kabul, y en vista de la delicada situación y la agitación de la zona, el ejército dispuso la evacuación de dicha ciudad en enero de 1842. La guarnición británica más próxima se encontraba a 90 km, en Jalalabad, y el camino hasta ella pasaba por varios pasos de montaña cubiertos de nieve, que dificultarían notablemente la travesía.
La expedición, compuesta por 4.500 militares (690 de ellos europeos) y 12.000 civiles -entre los que había mujeres y niños- estaba al mando del mayor general Elphinstone. El 6 de enero de 1842 se puso en marcha en dirección a Jalalabad, dando por supuesto que se había alcanzado un acuerdo con los afganos que les permitiría llegar sin problemas. Sin embargo los afganos procedieron a hostigar a la columna durante la retirada durante los siguientes siete días para, finalmente, acabar con ella. 
El combate final tuvo lugar en Gandamak la mañana del 13 de enero. De los 20 oficiales y 45 soldados europeos sólo seis oficiales consiguieron escapar a caballo, de los que cinco murieron en la huida posterior. Del resto sólo sobrevivieron tras el combate el capitán Souter, que consiguió salvar la bandera del regimiento escondiéndola en su cuerpo, y dos o tres soldados, que fueron hechos prisioneros.

## El desenlace

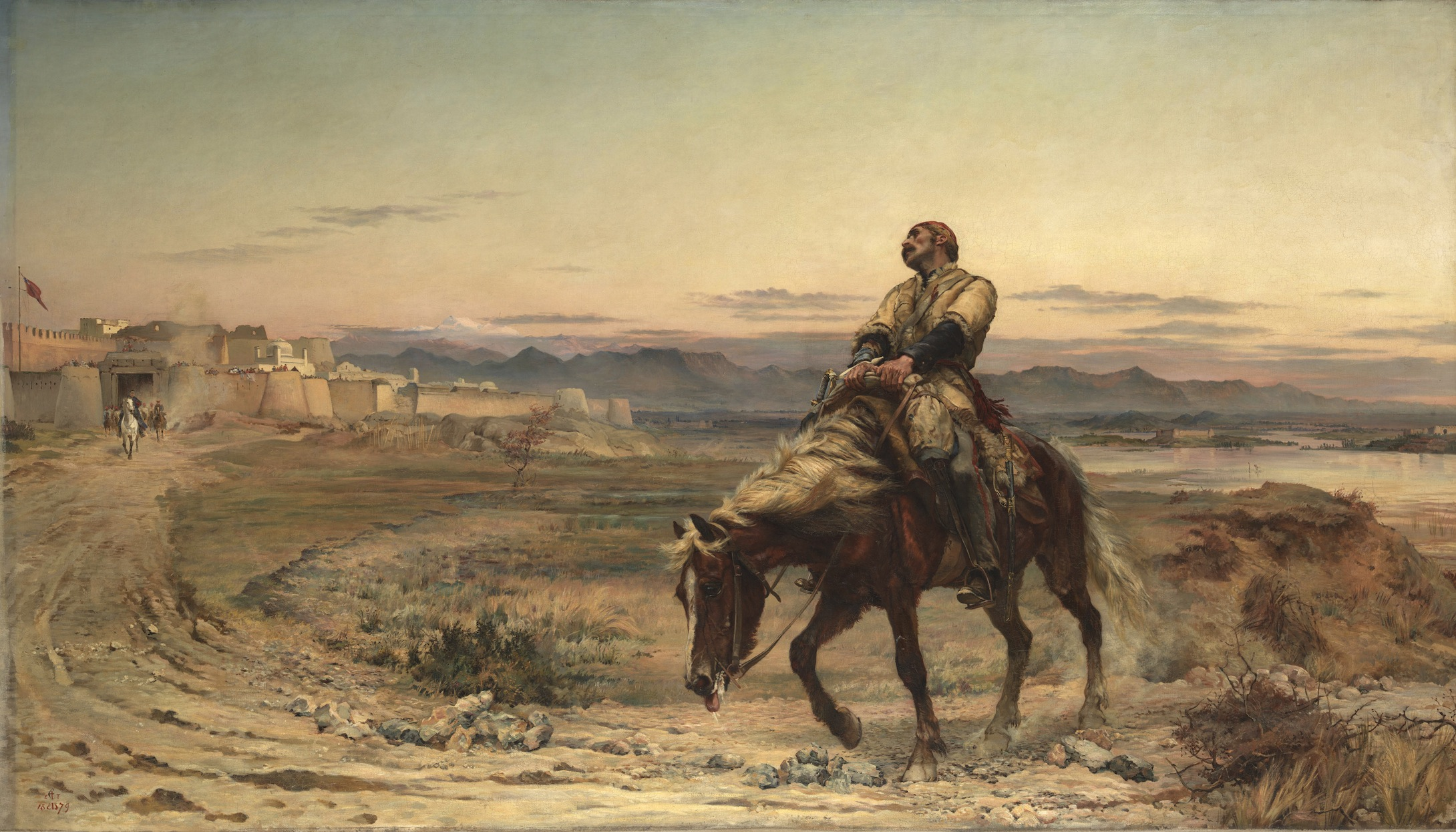
William Brydon llegando a las puertas de Jalalabad, en Restos de un ejército, por Elizabeth Thompson.

La tarde del 13 de enero los británicos acantonados en Jalalabad, expectantes ante la posible llegada de sus camaradas de la guarnición de Kabul, vieron una figura solitaria llegar cabalgando hasta las murallas de la ciudad. Se trataba del Dr. Brydon, el único superviviente de la columna. Brydon había sido herido de un espadazo en la cabeza, y salvó la vida por pura suerte: para combatir el intenso frío invernal había metido dentro de su sombrero un ejemplar de la revista Blackwood's Magazine, que amortiguó notablemente el golpe. Su caballo, herido también, cayó muerto en cuanto llegaron a la ciudad.
Este hecho le convirtió en protagonista de una famosa pintura de la artista victoriana Elizabeth Thompson, Lady Butler, especialista en composiciones bélicas, en la que se le muestra a las puertas del fuerte de Jalalabad a lomos de su caballo agonizante. La tituló "Los restos de un ejército".
El doctor Brydon combatió en la Segunda Guerra Anglo-birmana durante la toma de Rangún (1852) y unos años más tarde, en 1857, siendo doctor del regimiento acantonado en Lucknow se produjo el motín de la India. La residencia de Lucknow fue cercada y sometida a intensos ataques, y el doctor Brydon fue gravemente herido en la cadera, pero tanto él como su esposa y sus hijos sobrevivieron. En noviembre de 1858, Brydon fue nombrado compañero de la Orden del Baño por estos hechos. Su esposa escribió unas memorias del asedio.
William Brydon murió en Escocia en 1873.